# 尾上松緑 (4代目)
四代目 尾上松綠（よだいめ おのえ しょうろく、新字体：松緑、1975年〈昭和50年〉2月5日 - ）は、俳優、歌舞伎役者。屋号は音羽屋。定紋は四ツ輪に抱き柏、日本舞踊家としての紋は藤輪に花菱。歌舞伎名跡「尾上松緑」の当代。
荒事や世話物や書き物などの男性的な役柄を得意とし、舞踊や立廻りなどにも定評がある。
また六世藤間勘右衞門として日本舞踊の藤間流勘右衛門派の家元もつとめる。
本名は、藤間あらし。

## 年譜
- 1975年2月5日、初代尾上辰之助の長男として東京に生まれる。
- 1980年1月2日、国立劇場『八重桐廓噺』（嘔山姥）の怪童丸で初お目見得。
- 1981年2月1日、歌舞伎座『極付幡随長兵衛』の長松で二代目尾上左近を襲名し初舞台。
- 1987年3月28日、父・初代尾上辰之助が死去。
- 1989年6月25日、祖父・二代目尾上松緑の死去を受けて、藤間流六世家元藤間勘右衞門を襲名。
- 1991年5月1日、歌舞伎座『寿曾我対面』の曾我五郎ほかで二代目尾上辰之助を襲名。
- 2000年、歌舞伎座『源氏物語』の頭中将が当たり役となる。この頃には七代目市川新之助（現・十三代目團十郎）、五代目尾上菊之助（現・八代目菊五郎）と「平成の三之助」と呼ばれていた。また、この年にはNHK大河ドラマ『葵 徳川三代』に徳川家光役で出演。以降は「極力舞台の仕事だけに専念したい」という理由と「舞台しかやって来なかった自分がいきなり映像で大役を頂くのは映像を主戦場にしている役者さん達に失礼だから」との二つの理由で出演を断っている。
- 2001年、元宝塚歌劇団雪組の珠希かほと結婚。
- 2002年5月1日、歌舞伎座『勧進帳』の武蔵坊弁慶、『倭仮名在業系図』（蘭平物狂）の奴蘭平ほかで四代目尾上松緑を襲名。
- 2016年11月、離婚していたことが報じられた[2]。

## 受賞歴
- 1985年 『牧の方』の源実朝で国立劇場特別賞
- 1987年 『船弁慶』の源義経で松竹社長賞優秀賞
- 1989年 『外郎売』の外郎売で国立劇場奨励賞
- 1991年　松竹社長賞
- 1993年　国立劇場奨励賞
- 1995年 『義経千本桜』の狐忠信・主馬小金吾で歌舞伎座賞
- 1998年 『元禄忠臣蔵・大石最後の一日』の細川内記で眞山青果賞新人賞
- 1999年　松竹会長賞
- 2005年　重要無形文化財（総合認定）に認定され、伝統歌舞伎保存会会員となる[3]。
- 2005年10月『貞操花鳥羽恋塚（みさおのはなとばのこいづか）』の崇徳院など、2008年1月『小町村芝居正月』の紀名虎など、同年12月『遠山桜天保日記』の佐島天学、2011年10月『開幕驚奇復讐譚（かいまくきょうきあだうちものがたり）』の新田小六、2014年1月『三千両初春駒曳（さんぜんりょうはるのこまひき）』の柴田修理亮などで国立劇場劇場優秀賞
- 2010年 平成21年度（第24回）花柳壽應賞新人賞受賞
- 2014年 第35回松尾芸能賞優秀賞
- 2021年度（第72回）芸術選奨文部科学大臣新人賞受賞

## 人物
12歳で父・初代尾上辰之助（1987年死去）、14歳のときには祖父・二代目尾上松緑（1989年死去）と、頼るべき肉親を相次いで亡くす苦難を味わった。以後は父の旧友であり、音羽屋一門宗家にあたる七代目尾上菊五郎に直に師事することになる。
2003年12月に長女、2006年1月に長男が誕生。この長男が2014年6月に三代目尾上左近を襲名、初舞台を踏んだ。
結婚16年目の2016年に長らくの別居生活を経て離婚。子どもたちの親権は母親が持つという。
映画、時代劇、漫才、コント、アニメ、音楽鑑賞、読書、漫画、プロレスなどが趣味。講談好きとしても知られる。
暁星高等学校中退。学生時代には友人で同級生だったcali≠gariの村井研次郎の影響でバンドを組んだことがある。
主にヘヴィメタルのバンドだったといい、初めて買ったギターはアイバニーズ社のジョー・サトリアーニモデル。ヘヴィメタルを愛聴していたことがきっかけで、音楽評論家で元BURRN!編集長の酒井康と音楽雑誌『炎』誌上で対談している。酒井は金髪にウエスタンブーツという出で立ちの歌舞伎役者を見て仰天したことを回想している。好きなギタリストはエドワード・ヴァン・ヘイレンとランディ・ローズとジョン・サイクスなど。日本人ではエース清水と和嶋慎治の名を挙げている。
1995年にはオールナイトニッポンのDJを務めている。その時はBGMにアイアン・メイデンを流したり、初めて感動した本は漫画『北斗の拳』だったと明かしている。
また、自身も父・初代辰之助譲りの酒豪としても知られ、俳優祭の模擬店ではドリンクコーナーでのバーテンダーを毎回務めており、自身の配信番組ではオフィシャルドリンクを『檸檬堂』とするほか、毎回ウイスキーのボトルを空けるほどである。
2020年7月に新型コロナウイルス感染症流行の影響下で新宿シアターモリエールで行われた舞台「THE★JINRO－イケメン人狼アイドルは誰だ！！－」で出演者・スタッフ・関係者・観客にも感染者が見つかるクラスターが発生 すると、同月12日ブログで「感染者が出てしまった事、感染してしまった事に腹を立てているのではない。それは現状、いつでも何処でも誰にでも起こり得る事だから。」と断った上で、予防意識の低さや観客を危険に晒したこと、感染リスクを考慮して踏みとどまり舞台再開に向けて感染リスクを下げる努力をしている舞台業界の信用を失墜させたことを指摘し、激怒している。

## 主な出演作・当たり役

### 歌舞伎
代表的な当たり役は以下の通り。
- 『倭仮名在業系図』（蘭平物狂）の奴蘭平 実ハ 伴義雄
- 『妹背山婦女庭訓』の大判事清澄、漁師鱶七 実ハ 金輪五郎今国
- 『祇園祭礼信仰記』の松永大膳久秀
- 『時今也桔梗旗揚』の武智日向守光秀
- 『慶安太平記』の丸橋忠弥
- 『三人吉三巴白浪』の和尚吉三
- 『梅雨小袖昔八丈』の髪結新三
- 『新皿屋舗月雨暈』の魚屋宗五郎
- 『暗闇の丑松』の暗闇の丑松
- 『名月八幡祭』の縮屋新助
- 『土蜘』の叡山の僧智籌 実ハ 土蜘の精

### 現代劇
- 『走れメロス』（1996年・1998年） - メロス
- 『疾風のごとく』（2002年） - 牛尾台助
- 『夏の夜の夢』（2006年） - 妖精パック

### テレビドラマ
- 『葵 徳川三代』[11]（2000年、NHK大河ドラマ） - 徳川家光